# Міжнародна організація у справах біженців
Міжнародна організація у справах біженців (ІРО — від англ. International Refugee Organisation; IRO) — була створена замість ЮНРРА (див. Адміністрація допомоги і відбудови Об'єднаних Націй), компетентність якої після Другої світової війни виявилася недостатньою у вирішенні таких питань, як встановлення громадянства, виявлення воєнних злочинців тощо. Від 1 липня 1947 до 10 вересня 1948 функції ІРО виконував її підготовчий комітет. 20 серпня 1948 було ухвалено статут ІРО, і з 10 вересня того ж року вона почала діяти. Вищим органом управління ІРО була генеральна рада. У період між її засіданнями керівництво здійснював виконавчий комітет. У багатьох країнах існували філії та тимчасові місії ІРО, а також розгалужена мережа комісій і комітетів, що займалися окремими питаннями. Координацією діяльності добровільних допомогових організацій займався створений при адміністрації ІРО спеціальний консультативний комітет. Порівняно з ЮНРРА ІРО мала істотні переваги: вона була компетентною вирішувати більш широке коло питань, в її розпорядженні були значні кошти, чисельний адміністративний апарат і понад 50 спеціальних періодичних видань. Крім того, ІРО мала свій флот. ІРО займалася питаннями опікунства й надання допомоги великій кількості людей, які в силу різних причин опинилися поза межами країн походження чи останнього місця проживання, еміграції та влаштування на нових місцях сімей і окремих осіб, розселення в країнах осідку, масового розселення. Одним з головних напрямів її діяльності була репатріація. Серед великої маси людей, якими опікувалася ІРО, були й українці. Рішенням Генеральної Асамблеї Організації Об'єднаних Націй ІРО на початку 1949 була ліквідована як така, що виконала своє завдання, але 3 грудня 1949 ухвалено нову резолюцію про продовження терміну діяльності ІРО до 1 січня 1951. Цією ж резолюцією передбачалося створити з 1 січня 1951 нову структуру в рамках Організації Об'єднаних Націй — Верховний комісаріат у справах біженців, який замінив ІРО і діє й досі.